# Irineu Esteve Altimiras
Irineu Esteve Altimiras (* 21. Juni 1996 in Andorra la Vella) ist ein andorranischer Skilangläufer.

## Werdegang
Altimiras trat international erstmals beim Europäischen Olympischen Winter-Jugendfestival 2013 in Brașov in Erscheinung. Dort belegte er den 77. Platz im Sprint, den 69. Rang über 7,5 km klassisch und den 62. Platz über 10 km Freistil. Bei den Nordischen Junioren-Skiweltmeisterschaften 2014 im Fleimstal errang er den 85. Platz im Sprint, den 78. Platz über 10 km klassisch und den 71. Platz im Skiathlon. Im folgenden Jahr kam er bei den Nordischen Junioren-Skiweltmeisterschaften 2015 in Almaty auf den 12. Platz über 10 km Freistil und auf den achten Rang im Skiathlon. Im Februar 2016 gelang ihn bei den Nordischen Junioren-Skiweltmeisterschaften 2016 in Rasnov der 47. Platz über 10 km klassisch und der 21. Rang über 15 km Freistil. Zu Beginn der Saison 2016/17 startete er in Valdidentro erstmals im Alpencup und belegte dabei den fünften Platz über 15 km klassisch. Tags darauf holte er über 15 km Freistil seinen ersten Sieg im Alpencup. Anfang Februar 2017 wurde er bei den U23-Weltmeisterschaften 2017 in Soldier Hollow Achter im Skiathlon und Vierter über 15 km Freistil. Beim Saisonhöhepunkt den nordischen Skiweltmeisterschaften 2017 in Lahti belegte er den 33. Platz im Skiathlon und den 29. Rang über 15 km klassisch. Zum Saisonende lief er im Alpencup bei der Abschlussetappe der Minitour in Seefeld in Tirol die zweitschnellste Zeit und erreichte den dritten Platz in der Gesamtwertung des Alpencups. In der Saison 2017/18 errang er beim Alpencup in Campra den dritten Platz im Skiathlon und den zweiten Platz über 15 km Freistil. Bei den U23-Skiweltmeisterschaften 2018 in Goms wurde er Fünfter im Skiathlon und Vierter über 15 km klassisch. Im Februar 2018 lief er bei den Olympischen Winterspielen in Pyeongchang auf den 46. Platz im Skiathlon, auf den 34. Rang im 50-km-Massenstartrennen und auf den 27. Platz über 15 km Freistil.
Zu Beginn der Saison 2018/19 holte Altimiras beim Lillehammer Triple über 15 km Freistil, das er auf dem 41. Platz beendete, mit dem 21. Platz seine ersten Weltcuppunkte. Bei der Tour de Ski 2018/19 errang er den 24. Platz. Dabei erreichte er mit dem zehnten Platz bei der Abschlussetappe im Fleimstal seine erste Top-Zehn-Platzierung im Weltcup. Bei den U23-Skiweltmeisterschaften 2019 in Lahti lief er auf den 13. Platz im 30-km-Massenstartrennen und auf den neunten Rang über 15 km Freistil. Beim Saisonhöhepunkt, den nordischen Skiweltmeisterschaften 2019 in Seefeld in Tirol, kam er auf den 29. Platz im 50-km-Massenstartrennen, auf den 22. Rang über 15 km klassisch und auf den 21. Platz im Skiathlon. Zum Saisonende errang er beim Weltcupfinale in Québec den 43. Platz und erreichte abschließend den 55. Platz im Gesamtweltcup. In der Saison 2019/20 errang er mit dem 23. Platz bei der Tour de Ski 2019/20 und dem 25. Platz bei der Skitour, den 44. Platz im Gesamtweltcup. Nachdem Plätzen drei und zwei beim Alpencup in Formazza zu Beginn der Saison 2020/21, errang er bei der Tour de Ski 2021 den 22. Platz. Bei den nordischen Skiweltmeisterschaften 2021 in Oberstdorf lief er auf den 34. Platz im 50-km-Massenstartrennen, auf den 21. Rang im Skiathlon und auf den 15. Platz über 15 km Freistil. In der folgenden Saison errang er bei der Tour de Ski 2021/22 den 26. Platz und bei den Olympischen Winterspielen 2022 in Peking den 25. Platz im 50-km-Massenstartrennen, 24. Platz über 15 km klassisch sowie den 20. Platz im Skiathlon.

## Teilnahmen an Weltmeisterschaften und Olympischen Winterspielen

### Olympische Spiele
- 2018 Pyeongchang: 27. Platz 15 km Freistil, 34. Platz 50 km klassisch Massenstart, 46. Platz 30 km Skiathlon
- 2022 Peking: 20. Platz 30 km Skiathlon, 24. Platz 15 km klassisch, 25. Platz 50 km Freistil Massenstart

### Nordische Skiweltmeisterschaften
- 2017 Lahti: 29. Platz 15 km klassisch, 33. Platz 30 km Skiathlon
- 2019 Seefeld in Tirol: 21. Platz 30 km Skiathlon, 22. Platz 15 km klassisch, 29. Platz 50 km Freistil Massenstart
- 2021 Oberstdorf: 15. Platz 15 km Freistil, 21. Platz 30 km Skiathlon, 34. Platz 50 km klassisch Massenstart
- 2023 Planica: 7. Platz 15 km Freistil, 12. Platz 30 km Skiathlon, 14. Platz 50 km klassisch Massenstart
- 2025 Trondheim: 25. Platz 20 km Skiathlon, 26. Platz 10 km klassisch, 32. Platz 50 km Freistil Massenstart

## Siege bei Continental-Cup-Rennen
| Nr. | Datum             | Ort         | Disziplin      | Serie    |
| --- | ----------------- | ----------- | -------------- | -------- |
| 1.  | 11. Dezember 2016 | Valdidentro | 15 km Freistil | Alpencup |

## Platzierungen im Weltcup

### Weltcup-Statistik
Die Tabelle zeigt die erreichten Platzierungen im Einzelnen.
- 1.–3. Platz: Anzahl der Podiumsplatzierungen
- Top 10: Anzahl der Platzierungen unter den ersten zehn
- Punkteränge: Anzahl der Platzierungen innerhalb der Punkteränge
- Starts: Anzahl gelaufener Rennen in der jeweiligen Disziplin
- Hinweis: Bei den Distanzrennen erfolgt die Einordnung gemäß FIS.

| Platzierung               | Distanzrennen a | Distanzrennen a | Distanzrennen a | Distanzrennen a | Distanzrennen a | Skiathlon Verfolgung | Sprint | Etappen- rennen b | Gesamt | Team   | Team    |
| Platzierung               | ≤ 5 km          | ≤ 10 km         | ≤ 15 km         | ≤ 30 km         | > 30 km         | Skiathlon Verfolgung | Sprint | Etappen- rennen b | Gesamt | Sprint | Staffel |
| ------------------------- | --------------- | --------------- | --------------- | --------------- | --------------- | -------------------- | ------ | ----------------- | ------ | ------ | ------- |
| 1. Platz                  |                 |                 |                 |                 |                 |                      |        |                   |        |        |         |
| 2. Platz                  |                 |                 |                 |                 |                 |                      |        |                   |        |        |         |
| 3. Platz                  |                 |                 |                 |                 |                 |                      |        |                   |        |        |         |
| Top 10                    |                 | 4               | 2               | 1               |                 | 1                    |        |                   | 8      |        |         |
| Punkteränge               |                 | 16              | 10              | 10              | 2               | 12                   |        | 7                 | 57     |        |         |
| Starts                    |                 | 17              | 32              | 11              | 4               | 22                   | 16     | 9                 | 111    |        |         |
| Stand: Saisonende 2024/25 |                 |                 |                 |                 |                 |                      |        |                   |        |        |         |

### Weltcup-Gesamtplatzierungen
| Saison  | Gesamt | Gesamt | Distanz | Distanz |
| Saison  | Punkte | Platz  | Punkte  | Platz   |
| ------- | ------ | ------ | ------- | ------- |
| 2018/19 | 108    | 55.    | 80      | 39.     |
| 2019/20 | 149    | 44.    | 99      | 35.     |
| 2020/21 | 118    | 46.    | 82      | 34.     |
| 2021/22 | 54     | 68.    | 34      | 48.     |
| 2022/23 | 369    | 42.    | 309     | 29.     |
| 2023/24 | 116    | 94.    | 116     | 57.     |
| 2024/25 | 446    | 33.    | 320     | 26.     |